# CYP2A13
CYP2A13 (англ. Cytochrome P450 family 2 subfamily A member 13) – білок, який кодується однойменним геном, розташованим у людей на короткому плечі 19-ї хромосоми. Довжина поліпептидного ланцюга білка становить 494 амінокислот, а молекулярна маса — 56 688.
| 10         |  | 20         |  | 30         |  | 40         |  | 50         |
| ---------- |  | ---------- |  | ---------- |  | ---------- |  | ---------- |
| MLASGLLLVT |  | LLACLTVMVL |  | MSVWRQRKSR |  | GKLPPGPTPL |  | PFIGNYLQLN |
| TEQMYNSLMK |  | ISERYGPVFT |  | IHLGPRRVVV |  | LCGHDAVKEA |  | LVDQAEEFSG |
| RGEQATFDWL |  | FKGYGVAFSN |  | GERAKQLRRF |  | SIATLRGFGV |  | GKRGIEERIQ |
| EEAGFLIDAL |  | RGTHGANIDP |  | TFFLSRTVSN |  | VISSIVFGDR |  | FDYEDKEFLS |
| LLRMMLGSFQ |  | FTATSTGQLY |  | EMFSSVMKHL |  | PGPQQQAFKE |  | LQGLEDFIAK |
| KVEHNQRTLD |  | PNSPRDFIDS |  | FLIRMQEEEK |  | NPNTEFYLKN |  | LVMTTLNLFF |
| AGTETVSTTL |  | RYGFLLLMKH |  | PEVEAKVHEE |  | IDRVIGKNRQ |  | PKFEDRAKMP |
| YTEAVIHEIQ |  | RFGDMLPMGL |  | AHRVNKDTKF |  | RDFFLPKGTE |  | VFPMLGSVLR |
| DPRFFSNPRD |  | FNPQHFLDKK |  | GQFKKSDAFV |  | PFSIGKRYCF |  | GEGLARMELF |
| LFFTTIMQNF |  | RFKSPQSPKD |  | IDVSPKHVGF |  | ATIPRNYTMS |  | FLPR       |

A: Аланін

C: Цистеїн

D: Аспарагінова кислота

E: Глутамінова кислота

F: Фенілаланін

G: Гліцин

H: Гістидин

I: Ізолейцин

K: Лізин

L: Лейцин

M: Метіонін

N: Аспарагін

P: Пролін

Q: Глутамін

R: Аргінін

S: Серин

T: Треонін

V: Валін

W: Триптофан

Кодований геном білок за функціями належить до оксидоредуктаз, фосфопротеїнів. 
Задіяний у такому біологічному процесі, як ацетилювання. 
Білок має сайт для зв'язування з іонами металів, іоном заліза, гемом. 
Локалізований у мембрані, ендоплазматичному ретикулумі, мікросомах.